# شيلا فاند
شيلا فاند (بالإنجليزية: Sheila Vand)‏ هي ممثلة أمريكية، ولدت في 27 أبريل 1985 بلوس أنجلوس في الولايات المتحدة.

## أعمال

### أفلام
- (2012) آرغو
- (2014) فتاة تذهب للمنزل وحيدة في الليل[4]
- (2016) ويسكي تانغو فوكستروت[5]

## وصلات خارجية
- شيلا فاند على موقع IMDb (الإنجليزية)
- شيلا فاند على موقع ألو سيني (الفرنسية)
- شيلا فاند على موقع أول موفي (الإنجليزية)
- شيلا فاند على موقع قاعدة بيانات برودواي على الإنترنت (الإنجليزية)
- شيلا فاند على موقع قاعدة بيانات الفيلم (الإنجليزية)
- شيلا فاند على موقع كينوبويسك (الروسية)